# Зуб Іван Васильович
Іва́н Васи́льович Зуб (07 жовтня 1929, с. Варва, нині смт Чернігівської обл. — 10 січня 2005, Київ) — літературознавець. Кандидат філологічних наук (1966). Член НСПУ (1962).

## Біографічні відомості
Закінчив Київський університет (1954). Від 1957 — відповідальний секретар комісії критики й теорії літератури СПУ; від 1965 — заступник, від 1967 — головний редактор газети «Літературна Україна»; від 1973 — зав. відділу критики і літературознавства редакції журналу «Вітчизна»; 1979–92 — старший науковий співробітник Інституту літератури АНУ; одночасно 1980–84 — заступник головного редактора журналу «Радянське літературознавство» (усі — Київ); 1993–94 — науковий співробітник Інституту українознавства при Київському університеті.
Досліджував творчість українських сатириків i поетів 20 ст.
Автор літературно-критичних праць про творчість А. Головка, Ю. Яновського, В. Чигирина, Юрія Вухналя, А. Малишка, Остапа Вишні, О. Копиленка, Л. Дмитерка, О. Ковіньки та ін.

## Твори
- Зброя несхибного прицілу: Сучасна укр. рад. сатира. Київ, 1965;
- Поетичні знаки життя. Київ, 1972;
- Найперш — героям слово. Київ, 1977;
- Степан Олійник: Життя i творчість. Київ, 1978;
- Вогнем гартоване слово. Київ, 1988;
- Остап Вишня: Нарис життя i творчості. Київ, 1989;
- Остап Вишня: Риси твор. індивідуальності. Київ, 1991.

Упорядник «Антології української поезії» (1986, т. 6), збірника «Література і сучасність» (1974–77, 1984–85; усі — Київ).